# Stefano Ambrosini
Stefano Ambrosini (Torino, 2 maggio 1969) è un giurista italiano.

## Biografia
Nel 1992 si laurea in giurisprudenza con una tesi in diritto commerciale avendo come relatore Gastone Cottino. Nel 1997 vince il concorso da ricercatore in diritto commerciale e nel 2001 diventa professore associato; nel 2005 è professore ordinario di diritto commerciale presso l'Università degli Studi del Piemonte Orientale "Amedeo Avogadro", dove insegna diritto fallimentare e diritto bancario. Per diversi anni ha insegnato diritto della crisi d'impresa presso il Dipartimento di Giurisprudenza della Libera università internazionale degli studi sociali Guido Carli (Luiss) di Roma.
Dal 2008 al 2016 è stato consigliere della Compagnia di San Paolo; in tale veste ha coordinato la redazione del nuovo statuto della Fondazione.. Nel 2016 ha presieduto i consigli di amministrazione di Veneto Banca e di BIM - Banca Intermobiliare. Ha altresì presieduto, negli ultimi anni, i consigli di amministrazione di Eurofidi.
Da gennaio 2015, su nomina del ministro della Giustizia ha fatto parte della Commissione di riforma della legge fallimentare, nell’ambito della quale ha redatto i principi della nuova disciplina dei piani di risanamento, degli accordi di ristrutturazione e del concordato preventivo.
Dal 2018 è membro della Direzione nazionale della rivista Diritto fallimentare. È altresì membro del comitato di redazione della rivista Giurisprudenza commerciale.
Su designazione della Presidenza del Consiglio dei Ministri è stato commissario straordinario di Alitalia Linee Aeree Italiane in a.s., nonché commissario straordinario di Tirrenia e Siremar, di Itavia, di Infocontact, di Bertone SpA e del Consorzio ASA su nomina del Ministero dello Sviluppo Economico.
È stato commissario giudiziale di alcuni concordati preventivi .

## Opere

### Monografie
- La revocatoria fallimentare delle garanzie, Giuffré, Milano, 2000.
- Problemi in tema di nomina e composizione del collegio sindacale nelle società per azioni, Giappichelli, Torino, 2000.
- I controlli interni nelle società di capitali, Zanichelli, Bologna, 2004.
- Il concordato preventivo e gli accordi di ristrutturazione dei debiti, in Trattato di diritto commerciale, diretto da Cottino, XI, 1, Cedam, Padova, 2008.
- Accordi di ristrutturazione dei debiti e finanziamenti alle imprese in crisi. Dalla “miniriforma” del 2005 alla l. 7 agosto 2012, n. 134, Zanichelli, Bologna, 2012.
- Il concordato preventivo, in Trattato di diritto fallimentare, diretto da Vassalli, Luiso e Gabrielli, IV, Giappichelli, Torino, 2014.
- Il nuovo diritto della crisi d’impresa: l. 132/15 e prossima riforma organica. Disciplina, problemi, materiali, Zanichelli, Torino, 2016.
- L’amministrazione straordinaria, in Crisi d’impresa e procedure concorsuali, Trattato diretto da Oreste Cagnasso e Luciano Panzani, Utet, Milano, 2016.

### Volumi collettanei
- AMBROSINI-DEMARCHI, Il nuovo concordato preventivo e gli accordi di ristrutturazione dei debiti, Giuffré, Milano, 2005.
- AMBROSINI-CAVALLI-JORIO, Il fallimento, in Trattato di diritto commerciale, diretto da Cottino, XI, 2, Cedam, Padova, 2009.
- AMBROSINI-DEMARCHI, Banche, consumatori e tutela del risparmio, Giuffré, Milano, 2009.
- AMBROSINI-DEMARCHI-VITIELLO, Il concordato preventivo e la transazione fiscale, Zanichelli, Bologna, 2009.
- ABRIANI-AMBROSINI-CAGNASSO-MONTALENTI, Le società per azioni, in Trattato di diritto commerciale, diretto da Cottino, IV, 1, Cedam, Padova, 2010.
- AMBROSINI-ANDREANI-TRON, Crisi d’impresa e restructuring, Il Sole 24 ore, Milano, 2013.
- AMBROSINI-AIELLO, Amministrazione e controlli nella s.p.a., in Trattato di diritto privato, diretto da Rescigno, vol. 16, Torino, 2013.
- AMBROSINI-TRON, Piani di ristrutturazione dei debiti e ruolo dell’attestatore. “Principi di attestazione” e riforma del 2015, Zanichelli, Torino, 2016.